# Distretto di Jintan
Il distretto di Jintan (金坛区S, Jīntán QūP) è un distretto della Cina, situato nella provincia di Jiangsu e amministrato dalla prefettura di Changzhou.